# Pfarrkirche Weißenalbern

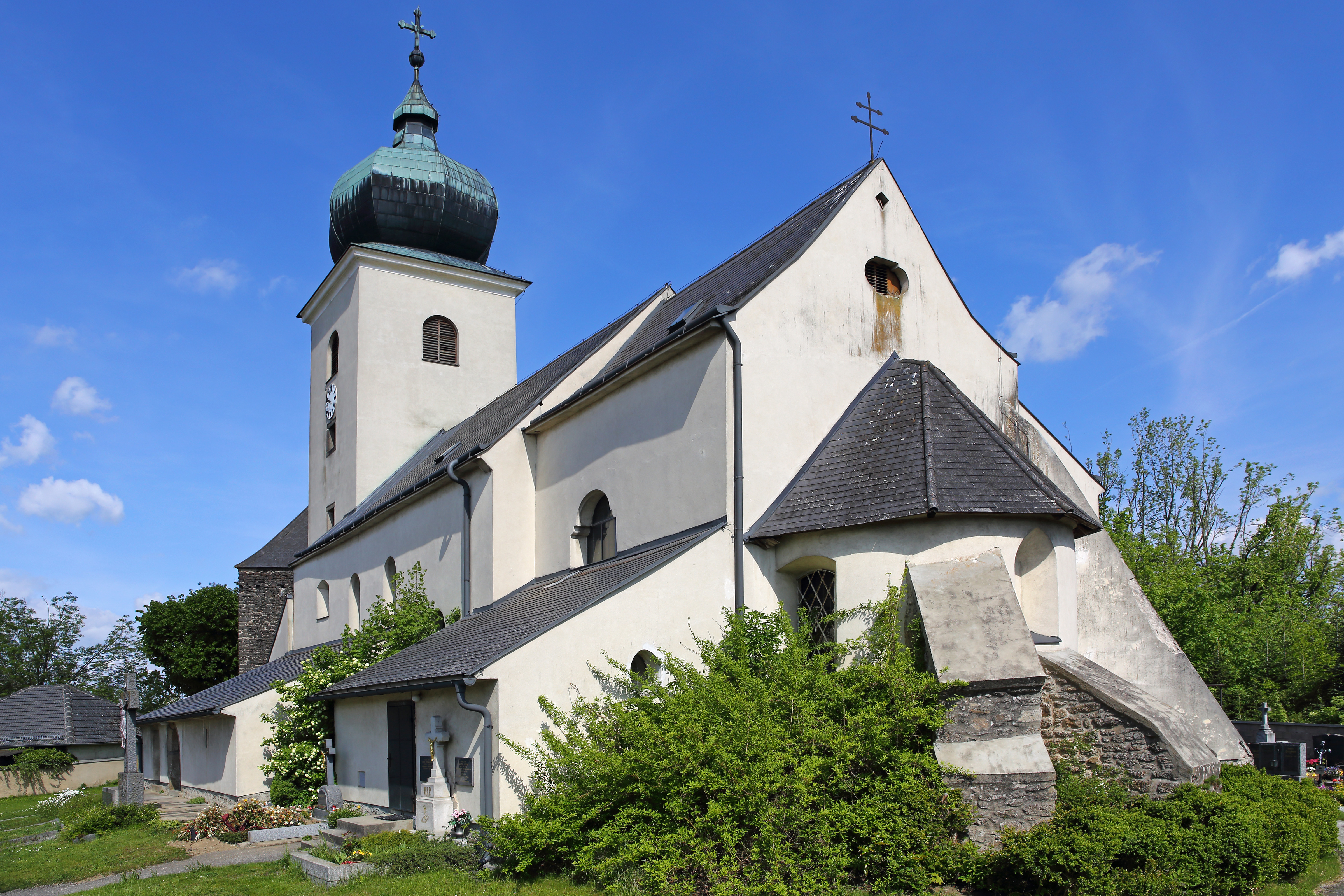
Pfarrkirche hl. Johannes der Täufer in Weißenalbern

Die römisch-katholische Pfarrkirche Weißenalbern steht im Ort Weißenalbern in der Marktgemeinde Kirchberg am Walde in Niederösterreich. Die Pfarrkirche hl. Johannes der Täufer gehört zum Dekanat Gmünd in der Diözese St. Pölten. Die Kirche steht unter Denkmalschutz (Listeneintrag).

## Geschichte
Urkundlich wurde im 14. Jahrhundert eine Pfarre genannt. Die ursprünglich romanische Kirche vermutlich mit einem Chorturm wurde nach einem Hussiteneinfall 1427 (?) gotisch umgebaut. Barockisierungen waren nach 1690 und 1733. 1694 war ein Brand. Restaurierungen erfolgten 1930 und 1970.

## Architektur
Kirchenäußeres
Die Kirche steht im Westen von Weißenalbern erhöht neben der ehemaligen Feste Rauhenstein. Die im Kern romanische Kirche wurde gotisch zur Hallenkirche verändert. Das schlichte im Kern romanische Langhaus hat barocke Rundbogenfenster. Der eingezogene Chor hat eine Halbkreisapsis aus dem 13. Jahrhundert mit vermauerten Spitzbogenfenstern im Scheitel und vier mächtigen Strebepfeilern und barocken Flachbogenfenstern. Am Chor wurde 1930 nordseitig ein Oratorium angebaut. Südseitig ist eine Sakristei angebaut. Ein Anbau im Süden hat ein abgefastes Spitzbogenportal. Der barocke Westturm wurde nach dem Brand (von 1694) im Jahr 1714 erhöht und hat eine rustiziertes Rundbogenportal und darüber eine Figurennische und rundbogige Schallfenster und einen Zwiebelhelm aus dem Ende des 18. Jahrhunderts.
Kircheninneres
Der ursprünglich flach gedeckte romanische Saalraum wurde in der 1. Hälfte des 15. Jahrhunderts zu einer dreischiffigen vierjochigen Halle umgebaut. Reste eines Zyklus einer romanischen Wandmalerei mit einem Blütenfries sind erhalten. Das Kreuzrippengewölbe mit runden Schlusssteinen ruht auf Achteckstützen, welche im Westen Anläufe für Emporenbögen haben. Die kreuzrippenunterwölbte Orgelempore steht auf niedrigen Achteckpfeilern. Der rundbogige Triumphbogen hat die Breite des Mittelschiffes und ein romanisches Gesimsstück. Das Chorquadrat hat ein frühgotisches kuppeliges Kreuzrippengewölbe mit einem abgefasten runden Schlussstein mit einer Kopfdarstellung Johannes der Täufer. Das südseitige Portal zur Sakristei ist aus dem 2. Viertel des 18. Jahrhunderts. Im Norden schließt ein 1930 erneuertes Oratorium an. Die Halbkreisapsis ist barock verkleidet und hat einen marmorierten Rundbogen unter einer barocken Stuckkartusche und zeigt ein Stuckornament um 1730 und marmorierte Fensterrahmungen.
Im Kirchenboden sind drei romanische Grabsteine mit Stangenkreuzen verlegt.

## Ausstattung
Der barocke Hochaltar mit einer marmorierten Pilasterarchitektur steht in der Apsisrundung und zeigt das Altarblatt Johannes der Täufer des Malers Johann Georg Schmidt (1733). Der freistehende Tabernakel hat flankierend Büsten Peter und Paul (1736). Die barocken Seitenaltäre tragen nördlich die Figur Maria mit Kind aus der 2. Hälfte des 17. Jahrhunderts und südlich in einem rahmenden Stuckvorhand das Altarblatt Martyrium des Johannes Nepomuk aus dem 2. Viertel des 18. Jahrhunderts von Johann Georg Schmidt. Der Kanzelkorb entstand um 1800. Die Orgel aus 1896 mit 6 Registern stammt von Josef Mauracher.

## Pfarrhof
Der Pfarrhof im Süden der Pfarrkirche wurde nach einem Brand im Jahr 1694 erneuert. Die Fassade wurde zum Ende des 18. Jahrhunderts gestaltet. 1865 war ein Brand. 2012 wurde die Gebäudehülle einer Sanierung unterzogen. Konkret wurde das Dach neu eingedeckt, die Fenster getauscht und die Fassade erneuert. Im Inneren wurden nur wenige Sanierungen durchgeführt.